# Прахово
Прахово (на сръбски: Прахово или Prahovo) е индустриално селище на брега на Дунав в Борски окръг на Централна Сърбия, в община Неготин, непосредствено след ВЕЦ Джердап II, и е третото по значимост дунавско пристанище в Сърбия.
Селото е споменато за първи път в Османските регистри през 1530 година, а в близост се намират и останки от Римско време. Населението е 1196 жители (2011 г.) и постоянно спада от 1961 г., когато в Прахово са живеели 2600 жители. Над 93% от населението се определят като сърби и около 4% като власи или румънци.
В Прахово има основно училище, основано 1882 година, а настоящата училищна сграда е от 1932 година. Културен дом (читалище) функционира от 1950 година. Православният храм „Възнесение Господне“ е изграден през 1872 година. Земеделската кооперация е учредена през 1899 година. Селото е електрифицирано през 1931 година, телефонна мрежа е изградена през 1982 година, а водопровод през 1998 година.
Прахово е свързано с Неготин посредством третокласен автомобилен път и железопътна линия от Зайчар.
В Прахово се намира големият химически комбинат „Прахово“, който е собственост на гръцкия гигант „Неохимики“.